# 폰트 북
Font
폰트 북(Font Book)은 애플이 macOS 운영 체제를 위해 개발한 글꼴 관리자이다. 2003년에 맥 OS X 팬더와 함께 처음 출시되었다.
.otf 또는 .ttf 폰트 파일을 사용자가 클릭하면 기본적으로 열린다. 사용자는 글꼴을 보고 설치할 수 있다. 설치된 모든 글꼴의 탐색기로서 사용할 수도 있다.